# فيكي بياروغابا
فيكي بياروغابا (بالإنجليزية: Vicky Byarugaba)‏ (مواليد 17 نوفمبر 1954) هو ملاكم أوغندي، مثّل بلاده في الألعاب الأولمبية الصيفية 1984.

## روابط خارجية
فيكي بياروغابا على موقع أوليمبيديا (الإنجليزية)